# Scortum hillii
Scortum hillii és una espècie de peix pertanyent a la família dels terapòntids.

## Descripció
- Pot arribar a fer 35 cm de llargària màxima (normalment, en fa 25) i 1 kg de pes.[3][4][5][6]

## Reproducció
Té lloc al novembre quan s'esdevenen les inundacions de l'estiu, la temperatura de l'aigua és de 26-28 °C i després d'haver migrat els rius amunt durant la nit. La femella diposita 50.000 ous per kg de peix, els quals no són adhesius i tenen un diàmetre de 2,5-4.0 mm.

## Alimentació
Menja algues i musclos bentònics.

## Hàbitat
És un peix d'aigua dolça i salabrosa, demersal, potamòdrom i de clima tropical (17°S-23°S).

## Distribució geogràfica
És un endemisme d'Austràlia.

## Observacions
És inofensiu per als humans.